# 拉氏鸟属
拉氏鸟（学名：Lavocatavis）是一个已经灭绝的，生活于始新世阿尔及利亚的属，是恐鹤超科的一员。2011年，研究人员描述了一块来自Glib Zegdou组的股骨标本，这也是拉氏鸟属下唯一的已知种。这个种被命名为非洲拉氏鸟（L. africana）。

## 发现与命名
拉氏鸟的正模标本UM HGL 51-55为一段几乎完整的右股骨。其中段保存得几乎完全完整，但两段保存不佳。这一标本来自Glib Zegdou组的HGL 51层。 其属名意为“拉沃卡特的鸟”，意在纪念首次报道发现了这种鸟的地层的René Lavocat。

## 分类
拉氏鸟通常被归属于恐鹤超科的一员。恐鹤超科曾包含过若干个不同的科，但目前认为其下仅有恐鹤科一科存在。
Tambussi和Degrange于2012年的研究认为拉氏鸟虽然是叫鹤目的一员，但与恐鹤的关系并不密切，且两者的共同祖先生活在南美和非洲完全分离之前。
总的来说，拉氏鸟的分类地位暂时仍不确定，关于其是否属于恐鹤仍值得商榷。

## 起源
作为恐鹤超科的一员，拉氏鸟很不寻常的来自非洲——在此之前的恐鹤超科仅在美洲与南极洲有所发现，且北美洲仅发现过泰坦恐鹤一个属。已知最古老的恐鹤超科均来自南美洲与南极洲，因而拉氏鸟很可能是从西方扩散到非洲的。
在始新世，大西洋将南美洲与非洲分开了至少1000 公里，这让陆地迁移变得不再可能。对于像拉氏鸟这样不会飞的鸟类来说，进入非洲的唯一途径或许就是搭载浮木进行漂流得以跳岛扩散。但古新世早期的南大西洋洋流向西流动，使得恐鹤不太可能通过漂流进行扩散。所以拉氏鸟的祖先很可能是途径现在已经被淹没的，被称为里奥德兰海丘和沃尔维斯洋脊的岛屿扩散到非洲的。当然，也有可能是因为拉氏鸟的祖先保留了部分飞行能力，相比不会飞的鸟类更容易在岛屿之间扩散。如果是这种情况，拉氏鸟可能独立于其他恐鹤发生了飞行能力的退化，这将会是趋同演化的一种表现。

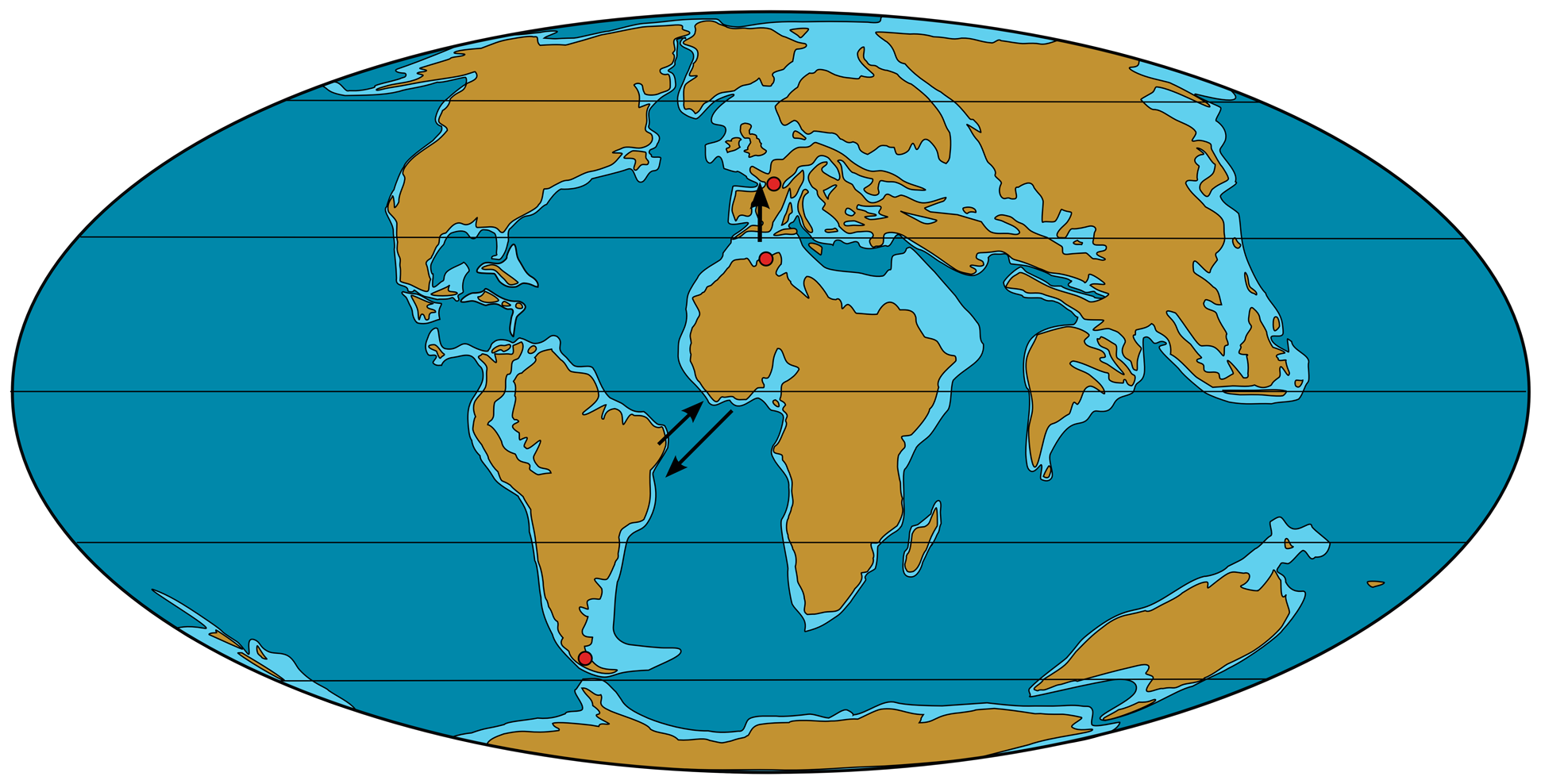
始新世恐鹤超科可能的扩散路线

2013年，Delphine Angst等人對分布于欧洲的自由鳥进行了重新审查和描述，确定了其作为恐鹤科的地位。这或许说明拉氏鸟在这一扩散历程中存在着特殊意义。